# 428. strelska divizija (ZSSR)
428. strelska divizija (izvirno rusko 428. стрелковая дивизия; kratica 428. SD) je bila strelska divizija Rdeče armade v času druge svetovne vojne.

## Zgodovina
Divizija je bila ustanovljena 16. decembra 1941 v Južnouralskem vojaškem okrožju; 27. januarja 1942 so jo preimenovali v 206. strelsko divizijo.